# Noah Young
Noah Young Jr. (né le 2 février 1887 et mort le 18 avril 1958  à Los Angeles, en Californie) est un acteur du cinéma américain.

## Biographie
Son père, Noah Young, est un mineur du Lancashire (Angleterre) émigré au Colorado en 1874, habitué des combats à mains nues. Sa mère, Mary Anson, a été contremaître dans la mine de Glenrock (Wyoming) avant de devenir inspecteur des mines de charbon de l'état du Wyoming.
Noah Young Jr., ancien champion d'haltérophilie, apparaît aux côtés de Laurel et Hardy dans des films réalisés par Hal Roach. Il aurait été scout et se serait lié d'amitié avec William F. Cody (Buffalo Bill). Il est surtout connu pour avoir été le faire-valoir d'Harold Lloyd dans une cinquantaine des films de celui-ci.

## Filmographie

### Cinéma
- 1919 : Chop Suey & Co. de Hal Roach
- 1920 : Ma fille est somnambule (High and Dizzy) de Hal Roach : L’homme qui défonce la porte de l’hôtel
- 1921 : Marin malgré lui (A Sailor-Made Man) de Fred C. Newmeyer : The Rowdy Element
- 1922 : Le Petit à Grand-maman (Grandma's Boy) de Fred C. Newmeyer : Sheriff du comté de Dabney
- 1923 : Monte là-dessus ! (Safety last) de Fred C. Newmeyer et Sam Taylor : The Law
- 1923 : Uncensored Movies de Roy Clements
- 1924 : The Battling Orioles (en) de Fred Guiol et Ted Wilde : Sid Stanton
- 1924 : Wide Open Spaces de George Jeske
- 1925 : Le Cyclone noir (en) (Black Cyclone) de Fred Jackman : Cowboy (non crédité)
- 1926 : Pour l'amour du ciel (For Heaven's Sake) de Sam Taylor
- 1927 : Don Mike (en) de Lloyd Ingraham : Reuben Pettigill
- 1927 : Love Makes 'Em Wild d'Albert Ray : Janitor
- 1927 : The Land Beyond the Law de Harry Joe Brown : Hanzup Harry
- 1927 : The First Auto de Roy Del Ruth : Ned Jarvish (non crédité)
- 1927 : Gun Gospel de Harry Joe Brown : Jack Goodshot
- 1927 : Ham and Eggs at the Front (en) de Roy Del Ruth : Sergent
- 1928 : Sharp Shooters de John G. Blystone : Tom
- 1928 : A Thief in the Dark (en) d'Albert Ray : Monk
- 1929 : Quel phénomène ! (Welcome Danger) de Clyde Bruckman : Patrick Clancy SFPD
- 1930 : À la hauteur ! (Feet First) de Clyde Bruckman : Marin
- 1931 : Everything's Rosie de Clyde Bruckman : Auction Shill Who Is Knocked Out (non crédité)
- 1931 : Newly Rich de Norman Taurog : Bill
- 1932 : Silence, on tourne ! (Movie Crazy) de Clyde Bruckman : Traffic Cop (non crédité)
- 1934 : Patte de chat (The Cat's-Paw) de Sam Taylor : Strongarm (non crédité)
- 1935 : Une femme à bord (en) (Vagabond Lady) de Sam Taylor : Man in Manhole (non crédité)
- 1935 : Bons pour le service (Bonnie Scotland) de James W. Horne : Highland Quartette Member (non crédité)

### Court-métrage
- 1918 : Lui est un fameux ténor (The Non-Stop Kid) d'Alfred J. Goulding
- 1918 : Kicking the Germ Out of Germany d'Alfred J. Goulding
- 1918 : Les deux larrons (Two Scrambled) de Gilbert Pratt
- 1918 : Lui chef de rayon (Bees in His Bonnet) de Gilbert Pratt
- 1918 : No Place Like Jail de Frank Terry
- 1918 : Une faim de loup (Nothing But Trouble)
- 1918 : Au jour le jour (Just Rambling Along) de Hal Roach : Policier
- 1918 : Eau de jouvence (Hear 'Em Rave) de Gilbert Pratt
- 1918 : She Loves Me Not
- 1919 : Do You Love Your Wife? de Hal Roach : policier
- 1919 : Cinq mille dollars (Wanted - $5,000) de Gilbert Pratt
- 1919 : Hustling for Health de Frank Terry : Le conducteur du train / L'inspecteur de la santé
- 1919 : On n'entre pas (Ask Father) : Large office worker
- 1919 : Lui, chef cuisinier (On the Fire) de Hal Roach
- 1919 : Hoot Mon! de Hal Roach
- 1919 : L'Amour s'envole (Look Out Below) de Hal Roach
- 1919 : Lui chez les cosaques (A Sammy in Siberia) de Hal Roach : soldat à forte carrure (non crédité)
- 1919 : Tombés du ciel (Just Dropped In) de Hal Roach
- 1919 : Une idylle à la ferme (Crack Your Heels) d'Alfred J. Goulding
- 1919 : Lui au caveau des élégants (Young Mr. Jazz) de Hal Roach
- 1919 : Un fameux régisseur (Ring Up the Curtain) d'Alfred J. Goulding : un acteur
- 1919 : Lui et la señorita Carapatos (Si, Senor) d'Alfred J. Goulding
- 1919 : Before Breakfast de Hal Roach
- 1919 : Un, deux, trois... partez! (The Marathon) d'Alfred J. Goulding
- 1919 : Lui à la tête du squelette (Pistols for Breakfast) d'Alfred J. Goulding
- 1919 : Palace modèle (Swat the Crook)
- 1919 : Lui, sur le tramway (Off the Trolley) d'Alfred J. Goulding
- 1919 : Coquin de printemps (Spring Fever) d'Hal Roach
- 1919 : Coco de Chicago (Billy Blazes, Esq.) de Hal Roach (non crédité)
- 1919 : Mon ami le voisin (Just Neighbors) de Frank Terry (non crédité)
- 1919 : Lui chez les danseuses (At the Old Stage Door) de Hal Roach
- 1919 : Lui et la belle Selika (Never Touched Me) d'Alfred J. Goulding
- 1919 : Lui fait son voyage de noce (A Jazzed Honeymoon) de Hal Roach
- 1919 : Le Beau policeman (Chop Suey & Co.) de Hal Roach
- 1919 : Heap Big Chief d'Alfred J. Goulding
- 1919 : Don't Shove d'Alfred J. Goulding : Un dur à cuire
- 1919 : Lui et la Dactylographe (Be My Wife) d'Hal Roach de Hal Roach
- 1919 : Lui chez le Radjah (The Rajah) de Hal Roach
- 1919 : Lui au bal masqué (He Leads, Others Follow) de Vincent Bryan
- 1919 : Pour épouser Dolly (Soft Money) de Vincent Bryan
- 1919 : Lui... orateur (Count the Votes) de Hal Roach
- 1919 : Lui, frère du petit croissant (Pay Your Dues) de Vincent Bryan et Hal Roach
- 1919 : Doux pay (His Only Father) de Hal Roach et Frank Terry
- 1919 : Amour et poésie (Bumping Into Broadway) : The Bearcat's Bouncer
- 1919 : Harold chez les pirates (Captain Kidd's Kids) de Hal Roach : big pirate
- 1919 : De la coupe aux lèvres (From Hand to Mouth) d'Alfred J. Goulding : Conspirateur (non crédité)
- 1920 : Beaucitron chasse le papillon (All Lit Up) de Fred C. Newmeyer : le mari
- 1920 : Le Royaume de Tulipatan (His Royal Slyness) de Hal Roach : Le tuteur du prince
- 1920 : C'est pour le terme (Raise the Rent) de Fred C. Newmeyer
- 1920 : Beaucitron artiste peintre (Fresh Paint) de Charley Chase et Alfred J. Goulding : le mari
- 1920 : Le Manoir hanté (Haunted Spooks) d'Alfred J. Goulding : (non crédité)
- 1920 : Pour le cœur de Jenny (An Eastern Westerner) de Hal Roach : Tiger Lip Tompkins, The Bully, Leader of the Masked Angels
- 1920 : Any Old Port de Alfred J. Goulding
- 1920 : Don't Rock the Boat de Charley Chase
- 1920 : Ma fille est somnambule (High and Dizzy) de Hal Roach (non crédité)
- 1920 : Doing Time d'Alfred J. Goulding
- 1920 : The Sleepyhead de Nicholas T. Barrows
- 1921 : Prince Pistachio de Nicholas T. Barrows
- 1921 : Running Wild de Nicholas T. Barrows
- 1921 : Harold bonne d'enfant (Now or Never) de Fred C. Newmeyer : Le propriétaire de la ferme (non crédité)
- 1921 : La Chasse au renard (Among those present) de Fred C. Newmeyer (non crédité)
- 1921 : Beaucitron n'a peur de rien (At the Ringside) de Charley Chase : Ironhead O'Flatherty
- 1921 : Pollard blagueur (What a Whopper!) de Charley Chase : l'autre mari
- 1921 : Spot Cash
- 1921 : Name the Day de Hal Roach : le prétendant rejeté
- 1921 : Ayez donc des gosses (I Do) de Hal Roach : The Agitation
- 1921 : Late Lodgers de Charley Chase
- 1921 : Fifteen Minutes de Charley Chase
- 1921 : On Location de Charley Chase
- 1921 : Penny-in-the-Slot de Charley Chase
- 1921 : Une escapade de Beaucitron (The Joy Rider) de Hal Roach
- 1921 : Sink or Swim de Charley Chase : The Chief Life-Saver
- 1921 : The Corner Pocket de Charley Chase : Bad Bill
- 1922 : Years to Come de Charley Chase : Stage Door Jennie
- 1922 : Stage Struck de William Watson : Stage Manager
- 1922 : Pardon Me de Ralph Ceder : Co-détenu
- 1922 : The Anvil Chorus de Ralph Ceder
- 1922 : Light Showers de Charley Chase
- 1922 : In the Movies de Charley Chase
- 1922 : Some Baby de Ralph Ceder
- 1922 : The Dumb-Bell de Charley Chase : Disgruntled director
- 1922 : L'héritage de Beaucitron (365 Days) de Charley Chase
- 1922 : Beaucitron navigateur (The Old Sea Dog) de Charley Chase
- 1922 : Nouveau riche (Newly Rich) de Charley Chase
- 1923 : Beaucitron fait du cinéma (Before the Public) de Charley Chase
- 1923 : Bowled Over de George Jeske
- 1923 : Where Am I? de Charley Chase
- 1923 : La Sirène de midi (The Noon Whistle) de George Jeske : A millworker
- 1923 : Adjugé, c'est vendu (Sold at Auction) de Charley Chase : Product' Demonstrator (non crédité)
- 1923 : La Dinde du bon vieux temps (Courtship of Miles Sandwich) de Charley Chase : Chief Whattadamatta
- 1923 : The Uncovered Wagon de J.A. Howe
- 1923 : Un remède infaillible (Kill or Cure) de Scott Pembroke : Car owner
- 1923 : Jack Frost de Charley Chase : Fermier
- 1923 : Laurel au garage (Gas and Air) de Scott Pembroke
- 1923 : Post No Bills de Ralph Ceder : Homme réparant un pneu
- 1923 : Beaucitron détective (The Mystery Man) de Hugh Fay
- 1923 : Live Wires de J.A. Howe
- 1923 : Take the Air de Ralph Ceder
- 1923 : Beaucoup de bris pour rien (The Walkout) de George Jeske
- 1923 : Finger Prints de Ralph Ceder
- 1923 : No Pets de J.A. Howe
- 1923 : Jus' Passin' Through de Charley Chase : le Sheriff
- 1923 : Uncensored Movies de Roy Clements
- 1923 : Wait for Me
- 1924 : Tire Trouble de Robert F. McGowan : Officer
- 1924 : Just a Minute de James Parrott
- 1924 : Hard Knocks de James Parrott : Butler
- 1924 : Le Gagnant du grand prix (Zeb vs. Paprika) de Ralph Ceder
- 1924 : Big Moments from Little Pictures de Roy Clements
- 1924 : Brothers Under the Chin de Ralph Ceder
- 1924 : Publicity Pays de Leo McCarey : Manager de l'hotel
- 1924 : April Fool (it) de Ralph Ceder : Smith, Assistant Editor
- 1924 : Position Wanted (it) de Ralph Ceder
- 1924 : Fast Black de Tay Garnett
- 1924 : Pour quelques dollars de moins (Young Oldfield) de Leo McCarey
- 1924 : Stolen Goods de Leo McCarey : Bashful customer
- 1924 : Jubilo, Jr. de Robert F. McGowan : Emil, le père de Jubilo
- 1924 : Wide Open Spaces de George Jeske
- 1924 : A Ten-Minute Egg de Leo McCarey : Man shooting pool
- 1924 : Une grande chasse (It's a Bear) de Robert F. McGowan : Sheriff
- 1924 : South o' the North Pole de J.A. Howe : le chef indien
- 1924 : Too Many Mammas de Leo McCarey : The Apache Dancer's Husband
- 1924 : The Goofy Age de Fred Guiol et Ted Wilde
- 1924 : Une charmante soirée (Meet the Missus) de Roy Clements et Fred Guiol
- 1924 : Just a Good Guy de Hampton Del Ruth : Policier
- 1925 : The Wages of Tin de Roy Clements
- 1925 : The Family Entrance de Leo McCarey
- 1925 : Hard Boiled de Leo McCarey
- 1925 : A Sailor Papa de Fred Guiol
- 1925 : Charley s’émancipe (Bad Boy) de Leo McCarey : Dance Hall Troublemaker
- 1925 : Pour le cœur de Sally (Looking for Sally) de Leo McCarey : le détective
- 1925 : Une soirée de folie (What Price Goofy?) : Omaha Oscar, le voleur
- 1925 : Ask Grandma de Robert F. McGowan : Père de Johnny
- 1925 : Thundering Landlords de James W. Horne
- 1925 : Sherlock Sleuth de Ralph Ceder : Directeur d'Hôtel
- 1925 : Luna-Park improvisé (Boys Will Be Joys) Robert F. McGowan : Officer
- 1925 : The Big Kick de Fred Guiol et Hal Roach
- 1925 : Moonlight and Noses de Stan Laurel et F. Richard Jones : A burglar
- 1925 : There Goes the Bride de James W. Horne
- 1925 : Somewhere in Somewhere de James W. Horne
- 1925 : Le Mariage de Dudule (Should Sailors Marry?) de James Parrott : l'ex-mari
- 1926 : Good Cheer de Robert F. McGowan : Second officer
- 1926 : The Old War-Horse de George Jeske
- 1926 : Don Key (Son of Burro) de Fred Guiol et James W. Horne
- 1926 : He Forgot to Remember de Tom Buckingham
- 1926 : Il n'y a pas de Père Noël (There Ain't No Santa Claus) de James Parrott
- 1927 : Anything Once! F. Richard Jones et Hal Yates : Invité de la fête (non crédité)
- 1927 : Many Scrappy Returns de James Parrott
- 1927 : Bring Home the Turkey de Robert A. McGowan et Robert F. McGowan : le détective
- 1927 : Why Girls Say No de Leo McCarey : Angry Motorist (non crédité)
- 1927 : One Hour Married de Jerome Strong et Hal Yates
- 1927 : Poursuite à Luna-Park (Sugar Daddies) de Fred Guiol : Beau frère de Brittle - Laurel & Hardy
- 1927 : The Lighter That Failed de James Parrott
- 1927 : Les Deux Détectives (Do Detective Think?) de Fred Guiol : The Tipton Slasher
- 1927 : Assistant Wives de James Parrott : Le mari de la serveuse
- 1927 : La Bataille du siècle (The Battle of The Century) de Clyde Bruckman : Thunder-Clap Callahan
- 1934 : Bum Voyage de Nick Grinde : : Swedish Steward
- 1935 : Les Rois de la gaffe (The Fixer Uppers) de Charley Rogers : Bartender at Café des Artistes (non crédité)
- 1935 : Southern Exposure de Charley Chase : Man in Court (non crédité)